# Małgorzata Bochenek
Małgorzata Bochenek z domu Krawiec (ur. 16 kwietnia 1962 w Kołobrzegu) – polska polityk, urzędnik państwowy i samorządowy, minister w Kancelarii Prezydenta Lecha Kaczyńskiego.

## Życiorys
Ukończyła filologię polską na Uniwersytecie Jagiellońskim. W latach 90. była redaktorką w „Gazecie Krakowskiej”. W 1993 została urzędniczką w Ministerstwie Obrony Narodowej, następnie zatrudniona w Telewizji Polskiej (m.in. przy realizacji programu publicystycznego Pytania o Polskę). Jednocześnie publikowała artykuły poświęcone polityce zagranicznej w „Tygodniku Powszechnym”, „Życiu Warszawy” i innych pismach krajowych. Od 1999 do 2001 pełniła funkcję doradcy w Kancelarii Prezesa Rady Ministrów, była też dyrektorem departamentu w Państwowej Agencji Inwestycji Zagranicznych i doradcą Lecha Kaczyńskiego w urzędzie m.st. Warszawy. Ten ostatni 16 stycznia 2006 powierzył jej funkcję podsekretarza stanu w Kancelarii Prezydenta RP. Od 4 grudnia 2007 zajmowała stanowisko sekretarza stanu w tym urzędzie. 6 lipca 2010 została odwołana z tej funkcji.
Autorka tekstów poświęconych turystyce, w 2003 wydała przewodnik po Mazowszu. Od 2013 prowadzi stronę internetową Podróżniczy Dom Kultury (pedeka.pl).
Jej mąż Marcin Bochenek był wiceprezesem zarządu Telewizji Polskiej. Mają jednego syna. Jej brat Jacek Krawiec był prezesem zarządu PKN Orlen.

## Odznaczenia
- Krzyż Wielki Orderu Zasługi (2008, Portugalia)[5]
- Honorary Officer Orderu Narodowego Zasługi (2009, Malta)[6]
- Krzyż Komandorski Orderu Zasługi (2009, Węgry)[7]
- Order Księżnej Olgi II klasy (2010, Ukraina)[8]